# André Chéron
André Chéron (ur. 25 września 1895 w Colombes, zm. 12 września 1980 w Leysin) – francuski szachista, teoretyk i kompozytor szachowy.

## Życiorys
W czasie swojej kariery trzykrotnie zdobył tytuł indywidualnego mistrza Francji (w latach 1926, 1927 i 1929), natomiast w roku 1927 reprezentował swój kraj na szachowej olimpiadzie w Londynie, gdzie uzyskał 4½ pkt w 15 partiach. W następnym roku uczestniczył w mistrzostwach świata amatorów rozegranych w Hadze, zajmując IX miejsce w stawce 16 zawodników (w turnieju zwyciężył Max Euwe przed Dawidem Przepiórką, który jedyną porażkę poniósł właśnie z André Chéronem).
Według retrospektywnego systemu Chessmetrics, najwyżej sklasyfikowany był w czerwcu 1930 r., zajmował wówczas 79. miejsce na świecie.
Z powodu poważnych pulmonologicznych problemów zdrowotnych, 20 lat życia spędził w sanatorium. W tym okresie napisał jedną z fundamentalnych prac poświęconych szachowej grze końcowej, La fin de partie, w której zamieścił wszystkie w praktyce spotykane końcówki szachowe oraz dodatkowo 100 kompozycji (studium) własnego autorstwa. Wydanie drugie tego dzieła (w Niemczech, pomiędzy 1960 a 1970 rokiem, w czterech tomach) zawierało 2.336 końcowych pozycji i stanowiło przez wiele lat kompendium wiedzy o szachowych końcówkach. Praca ta zyskała w środowisku szachistów tak dużą popularność, że nazywana było po prostu Cheron.

## Przykładowa kompozycja
Poniżej znajduje się jedna z bajkowych kompozycji André Chérona, w której białe, aby wygrać, promują osiem skoczków. 
|   | a | b | c | d | e | f | g | h |   |
| 8 | a8 – Biały skoczek · a7 – Biały pionek · b7 – Biały pionek · c7 – Biały pionek · d7 – Biały pionek · e7 – Biały pionek · f7 – Biały pionek · g7 – Biały pionek · h7 – Biały pionek · a6 – Biały król · c6 – Czarny król · g6 – Czarna wieża · h6 – Biały goniec · a5 – Czarny goniec · c5 – Czarny pionek · d5 – Czarny skoczek · e5 – Czarny skoczek · f5 – Czarny goniec · h5 – Czarny pionek · b3 – Czarna wieża · a2 – Czarny pionek · b2 – Czarny pionek · f2 – Czarny pionek · h1 – Czarny hetman | a8 – Biały skoczek · a7 – Biały pionek · b7 – Biały pionek · c7 – Biały pionek · d7 – Biały pionek · e7 – Biały pionek · f7 – Biały pionek · g7 – Biały pionek · h7 – Biały pionek · a6 – Biały król · c6 – Czarny król · g6 – Czarna wieża · h6 – Biały goniec · a5 – Czarny goniec · c5 – Czarny pionek · d5 – Czarny skoczek · e5 – Czarny skoczek · f5 – Czarny goniec · h5 – Czarny pionek · b3 – Czarna wieża · a2 – Czarny pionek · b2 – Czarny pionek · f2 – Czarny pionek · h1 – Czarny hetman | a8 – Biały skoczek · a7 – Biały pionek · b7 – Biały pionek · c7 – Biały pionek · d7 – Biały pionek · e7 – Biały pionek · f7 – Biały pionek · g7 – Biały pionek · h7 – Biały pionek · a6 – Biały król · c6 – Czarny król · g6 – Czarna wieża · h6 – Biały goniec · a5 – Czarny goniec · c5 – Czarny pionek · d5 – Czarny skoczek · e5 – Czarny skoczek · f5 – Czarny goniec · h5 – Czarny pionek · b3 – Czarna wieża · a2 – Czarny pionek · b2 – Czarny pionek · f2 – Czarny pionek · h1 – Czarny hetman | a8 – Biały skoczek · a7 – Biały pionek · b7 – Biały pionek · c7 – Biały pionek · d7 – Biały pionek · e7 – Biały pionek · f7 – Biały pionek · g7 – Biały pionek · h7 – Biały pionek · a6 – Biały król · c6 – Czarny król · g6 – Czarna wieża · h6 – Biały goniec · a5 – Czarny goniec · c5 – Czarny pionek · d5 – Czarny skoczek · e5 – Czarny skoczek · f5 – Czarny goniec · h5 – Czarny pionek · b3 – Czarna wieża · a2 – Czarny pionek · b2 – Czarny pionek · f2 – Czarny pionek · h1 – Czarny hetman | a8 – Biały skoczek · a7 – Biały pionek · b7 – Biały pionek · c7 – Biały pionek · d7 – Biały pionek · e7 – Biały pionek · f7 – Biały pionek · g7 – Biały pionek · h7 – Biały pionek · a6 – Biały król · c6 – Czarny król · g6 – Czarna wieża · h6 – Biały goniec · a5 – Czarny goniec · c5 – Czarny pionek · d5 – Czarny skoczek · e5 – Czarny skoczek · f5 – Czarny goniec · h5 – Czarny pionek · b3 – Czarna wieża · a2 – Czarny pionek · b2 – Czarny pionek · f2 – Czarny pionek · h1 – Czarny hetman | a8 – Biały skoczek · a7 – Biały pionek · b7 – Biały pionek · c7 – Biały pionek · d7 – Biały pionek · e7 – Biały pionek · f7 – Biały pionek · g7 – Biały pionek · h7 – Biały pionek · a6 – Biały król · c6 – Czarny król · g6 – Czarna wieża · h6 – Biały goniec · a5 – Czarny goniec · c5 – Czarny pionek · d5 – Czarny skoczek · e5 – Czarny skoczek · f5 – Czarny goniec · h5 – Czarny pionek · b3 – Czarna wieża · a2 – Czarny pionek · b2 – Czarny pionek · f2 – Czarny pionek · h1 – Czarny hetman | a8 – Biały skoczek · a7 – Biały pionek · b7 – Biały pionek · c7 – Biały pionek · d7 – Biały pionek · e7 – Biały pionek · f7 – Biały pionek · g7 – Biały pionek · h7 – Biały pionek · a6 – Biały król · c6 – Czarny król · g6 – Czarna wieża · h6 – Biały goniec · a5 – Czarny goniec · c5 – Czarny pionek · d5 – Czarny skoczek · e5 – Czarny skoczek · f5 – Czarny goniec · h5 – Czarny pionek · b3 – Czarna wieża · a2 – Czarny pionek · b2 – Czarny pionek · f2 – Czarny pionek · h1 – Czarny hetman | a8 – Biały skoczek · a7 – Biały pionek · b7 – Biały pionek · c7 – Biały pionek · d7 – Biały pionek · e7 – Biały pionek · f7 – Biały pionek · g7 – Biały pionek · h7 – Biały pionek · a6 – Biały król · c6 – Czarny król · g6 – Czarna wieża · h6 – Biały goniec · a5 – Czarny goniec · c5 – Czarny pionek · d5 – Czarny skoczek · e5 – Czarny skoczek · f5 – Czarny goniec · h5 – Czarny pionek · b3 – Czarna wieża · a2 – Czarny pionek · b2 – Czarny pionek · f2 – Czarny pionek · h1 – Czarny hetman | 8 |
| 7 | a8 – Biały skoczek · a7 – Biały pionek · b7 – Biały pionek · c7 – Biały pionek · d7 – Biały pionek · e7 – Biały pionek · f7 – Biały pionek · g7 – Biały pionek · h7 – Biały pionek · a6 – Biały król · c6 – Czarny król · g6 – Czarna wieża · h6 – Biały goniec · a5 – Czarny goniec · c5 – Czarny pionek · d5 – Czarny skoczek · e5 – Czarny skoczek · f5 – Czarny goniec · h5 – Czarny pionek · b3 – Czarna wieża · a2 – Czarny pionek · b2 – Czarny pionek · f2 – Czarny pionek · h1 – Czarny hetman | a8 – Biały skoczek · a7 – Biały pionek · b7 – Biały pionek · c7 – Biały pionek · d7 – Biały pionek · e7 – Biały pionek · f7 – Biały pionek · g7 – Biały pionek · h7 – Biały pionek · a6 – Biały król · c6 – Czarny król · g6 – Czarna wieża · h6 – Biały goniec · a5 – Czarny goniec · c5 – Czarny pionek · d5 – Czarny skoczek · e5 – Czarny skoczek · f5 – Czarny goniec · h5 – Czarny pionek · b3 – Czarna wieża · a2 – Czarny pionek · b2 – Czarny pionek · f2 – Czarny pionek · h1 – Czarny hetman | a8 – Biały skoczek · a7 – Biały pionek · b7 – Biały pionek · c7 – Biały pionek · d7 – Biały pionek · e7 – Biały pionek · f7 – Biały pionek · g7 – Biały pionek · h7 – Biały pionek · a6 – Biały król · c6 – Czarny król · g6 – Czarna wieża · h6 – Biały goniec · a5 – Czarny goniec · c5 – Czarny pionek · d5 – Czarny skoczek · e5 – Czarny skoczek · f5 – Czarny goniec · h5 – Czarny pionek · b3 – Czarna wieża · a2 – Czarny pionek · b2 – Czarny pionek · f2 – Czarny pionek · h1 – Czarny hetman | a8 – Biały skoczek · a7 – Biały pionek · b7 – Biały pionek · c7 – Biały pionek · d7 – Biały pionek · e7 – Biały pionek · f7 – Biały pionek · g7 – Biały pionek · h7 – Biały pionek · a6 – Biały król · c6 – Czarny król · g6 – Czarna wieża · h6 – Biały goniec · a5 – Czarny goniec · c5 – Czarny pionek · d5 – Czarny skoczek · e5 – Czarny skoczek · f5 – Czarny goniec · h5 – Czarny pionek · b3 – Czarna wieża · a2 – Czarny pionek · b2 – Czarny pionek · f2 – Czarny pionek · h1 – Czarny hetman | a8 – Biały skoczek · a7 – Biały pionek · b7 – Biały pionek · c7 – Biały pionek · d7 – Biały pionek · e7 – Biały pionek · f7 – Biały pionek · g7 – Biały pionek · h7 – Biały pionek · a6 – Biały król · c6 – Czarny król · g6 – Czarna wieża · h6 – Biały goniec · a5 – Czarny goniec · c5 – Czarny pionek · d5 – Czarny skoczek · e5 – Czarny skoczek · f5 – Czarny goniec · h5 – Czarny pionek · b3 – Czarna wieża · a2 – Czarny pionek · b2 – Czarny pionek · f2 – Czarny pionek · h1 – Czarny hetman | a8 – Biały skoczek · a7 – Biały pionek · b7 – Biały pionek · c7 – Biały pionek · d7 – Biały pionek · e7 – Biały pionek · f7 – Biały pionek · g7 – Biały pionek · h7 – Biały pionek · a6 – Biały król · c6 – Czarny król · g6 – Czarna wieża · h6 – Biały goniec · a5 – Czarny goniec · c5 – Czarny pionek · d5 – Czarny skoczek · e5 – Czarny skoczek · f5 – Czarny goniec · h5 – Czarny pionek · b3 – Czarna wieża · a2 – Czarny pionek · b2 – Czarny pionek · f2 – Czarny pionek · h1 – Czarny hetman | a8 – Biały skoczek · a7 – Biały pionek · b7 – Biały pionek · c7 – Biały pionek · d7 – Biały pionek · e7 – Biały pionek · f7 – Biały pionek · g7 – Biały pionek · h7 – Biały pionek · a6 – Biały król · c6 – Czarny król · g6 – Czarna wieża · h6 – Biały goniec · a5 – Czarny goniec · c5 – Czarny pionek · d5 – Czarny skoczek · e5 – Czarny skoczek · f5 – Czarny goniec · h5 – Czarny pionek · b3 – Czarna wieża · a2 – Czarny pionek · b2 – Czarny pionek · f2 – Czarny pionek · h1 – Czarny hetman | a8 – Biały skoczek · a7 – Biały pionek · b7 – Biały pionek · c7 – Biały pionek · d7 – Biały pionek · e7 – Biały pionek · f7 – Biały pionek · g7 – Biały pionek · h7 – Biały pionek · a6 – Biały król · c6 – Czarny król · g6 – Czarna wieża · h6 – Biały goniec · a5 – Czarny goniec · c5 – Czarny pionek · d5 – Czarny skoczek · e5 – Czarny skoczek · f5 – Czarny goniec · h5 – Czarny pionek · b3 – Czarna wieża · a2 – Czarny pionek · b2 – Czarny pionek · f2 – Czarny pionek · h1 – Czarny hetman | 7 |
| 6 | a8 – Biały skoczek · a7 – Biały pionek · b7 – Biały pionek · c7 – Biały pionek · d7 – Biały pionek · e7 – Biały pionek · f7 – Biały pionek · g7 – Biały pionek · h7 – Biały pionek · a6 – Biały król · c6 – Czarny król · g6 – Czarna wieża · h6 – Biały goniec · a5 – Czarny goniec · c5 – Czarny pionek · d5 – Czarny skoczek · e5 – Czarny skoczek · f5 – Czarny goniec · h5 – Czarny pionek · b3 – Czarna wieża · a2 – Czarny pionek · b2 – Czarny pionek · f2 – Czarny pionek · h1 – Czarny hetman | a8 – Biały skoczek · a7 – Biały pionek · b7 – Biały pionek · c7 – Biały pionek · d7 – Biały pionek · e7 – Biały pionek · f7 – Biały pionek · g7 – Biały pionek · h7 – Biały pionek · a6 – Biały król · c6 – Czarny król · g6 – Czarna wieża · h6 – Biały goniec · a5 – Czarny goniec · c5 – Czarny pionek · d5 – Czarny skoczek · e5 – Czarny skoczek · f5 – Czarny goniec · h5 – Czarny pionek · b3 – Czarna wieża · a2 – Czarny pionek · b2 – Czarny pionek · f2 – Czarny pionek · h1 – Czarny hetman | a8 – Biały skoczek · a7 – Biały pionek · b7 – Biały pionek · c7 – Biały pionek · d7 – Biały pionek · e7 – Biały pionek · f7 – Biały pionek · g7 – Biały pionek · h7 – Biały pionek · a6 – Biały król · c6 – Czarny król · g6 – Czarna wieża · h6 – Biały goniec · a5 – Czarny goniec · c5 – Czarny pionek · d5 – Czarny skoczek · e5 – Czarny skoczek · f5 – Czarny goniec · h5 – Czarny pionek · b3 – Czarna wieża · a2 – Czarny pionek · b2 – Czarny pionek · f2 – Czarny pionek · h1 – Czarny hetman | a8 – Biały skoczek · a7 – Biały pionek · b7 – Biały pionek · c7 – Biały pionek · d7 – Biały pionek · e7 – Biały pionek · f7 – Biały pionek · g7 – Biały pionek · h7 – Biały pionek · a6 – Biały król · c6 – Czarny król · g6 – Czarna wieża · h6 – Biały goniec · a5 – Czarny goniec · c5 – Czarny pionek · d5 – Czarny skoczek · e5 – Czarny skoczek · f5 – Czarny goniec · h5 – Czarny pionek · b3 – Czarna wieża · a2 – Czarny pionek · b2 – Czarny pionek · f2 – Czarny pionek · h1 – Czarny hetman | a8 – Biały skoczek · a7 – Biały pionek · b7 – Biały pionek · c7 – Biały pionek · d7 – Biały pionek · e7 – Biały pionek · f7 – Biały pionek · g7 – Biały pionek · h7 – Biały pionek · a6 – Biały król · c6 – Czarny król · g6 – Czarna wieża · h6 – Biały goniec · a5 – Czarny goniec · c5 – Czarny pionek · d5 – Czarny skoczek · e5 – Czarny skoczek · f5 – Czarny goniec · h5 – Czarny pionek · b3 – Czarna wieża · a2 – Czarny pionek · b2 – Czarny pionek · f2 – Czarny pionek · h1 – Czarny hetman | a8 – Biały skoczek · a7 – Biały pionek · b7 – Biały pionek · c7 – Biały pionek · d7 – Biały pionek · e7 – Biały pionek · f7 – Biały pionek · g7 – Biały pionek · h7 – Biały pionek · a6 – Biały król · c6 – Czarny król · g6 – Czarna wieża · h6 – Biały goniec · a5 – Czarny goniec · c5 – Czarny pionek · d5 – Czarny skoczek · e5 – Czarny skoczek · f5 – Czarny goniec · h5 – Czarny pionek · b3 – Czarna wieża · a2 – Czarny pionek · b2 – Czarny pionek · f2 – Czarny pionek · h1 – Czarny hetman | a8 – Biały skoczek · a7 – Biały pionek · b7 – Biały pionek · c7 – Biały pionek · d7 – Biały pionek · e7 – Biały pionek · f7 – Biały pionek · g7 – Biały pionek · h7 – Biały pionek · a6 – Biały król · c6 – Czarny król · g6 – Czarna wieża · h6 – Biały goniec · a5 – Czarny goniec · c5 – Czarny pionek · d5 – Czarny skoczek · e5 – Czarny skoczek · f5 – Czarny goniec · h5 – Czarny pionek · b3 – Czarna wieża · a2 – Czarny pionek · b2 – Czarny pionek · f2 – Czarny pionek · h1 – Czarny hetman | a8 – Biały skoczek · a7 – Biały pionek · b7 – Biały pionek · c7 – Biały pionek · d7 – Biały pionek · e7 – Biały pionek · f7 – Biały pionek · g7 – Biały pionek · h7 – Biały pionek · a6 – Biały król · c6 – Czarny król · g6 – Czarna wieża · h6 – Biały goniec · a5 – Czarny goniec · c5 – Czarny pionek · d5 – Czarny skoczek · e5 – Czarny skoczek · f5 – Czarny goniec · h5 – Czarny pionek · b3 – Czarna wieża · a2 – Czarny pionek · b2 – Czarny pionek · f2 – Czarny pionek · h1 – Czarny hetman | 6 |
| 5 | a8 – Biały skoczek · a7 – Biały pionek · b7 – Biały pionek · c7 – Biały pionek · d7 – Biały pionek · e7 – Biały pionek · f7 – Biały pionek · g7 – Biały pionek · h7 – Biały pionek · a6 – Biały król · c6 – Czarny król · g6 – Czarna wieża · h6 – Biały goniec · a5 – Czarny goniec · c5 – Czarny pionek · d5 – Czarny skoczek · e5 – Czarny skoczek · f5 – Czarny goniec · h5 – Czarny pionek · b3 – Czarna wieża · a2 – Czarny pionek · b2 – Czarny pionek · f2 – Czarny pionek · h1 – Czarny hetman | a8 – Biały skoczek · a7 – Biały pionek · b7 – Biały pionek · c7 – Biały pionek · d7 – Biały pionek · e7 – Biały pionek · f7 – Biały pionek · g7 – Biały pionek · h7 – Biały pionek · a6 – Biały król · c6 – Czarny król · g6 – Czarna wieża · h6 – Biały goniec · a5 – Czarny goniec · c5 – Czarny pionek · d5 – Czarny skoczek · e5 – Czarny skoczek · f5 – Czarny goniec · h5 – Czarny pionek · b3 – Czarna wieża · a2 – Czarny pionek · b2 – Czarny pionek · f2 – Czarny pionek · h1 – Czarny hetman | a8 – Biały skoczek · a7 – Biały pionek · b7 – Biały pionek · c7 – Biały pionek · d7 – Biały pionek · e7 – Biały pionek · f7 – Biały pionek · g7 – Biały pionek · h7 – Biały pionek · a6 – Biały król · c6 – Czarny król · g6 – Czarna wieża · h6 – Biały goniec · a5 – Czarny goniec · c5 – Czarny pionek · d5 – Czarny skoczek · e5 – Czarny skoczek · f5 – Czarny goniec · h5 – Czarny pionek · b3 – Czarna wieża · a2 – Czarny pionek · b2 – Czarny pionek · f2 – Czarny pionek · h1 – Czarny hetman | a8 – Biały skoczek · a7 – Biały pionek · b7 – Biały pionek · c7 – Biały pionek · d7 – Biały pionek · e7 – Biały pionek · f7 – Biały pionek · g7 – Biały pionek · h7 – Biały pionek · a6 – Biały król · c6 – Czarny król · g6 – Czarna wieża · h6 – Biały goniec · a5 – Czarny goniec · c5 – Czarny pionek · d5 – Czarny skoczek · e5 – Czarny skoczek · f5 – Czarny goniec · h5 – Czarny pionek · b3 – Czarna wieża · a2 – Czarny pionek · b2 – Czarny pionek · f2 – Czarny pionek · h1 – Czarny hetman | a8 – Biały skoczek · a7 – Biały pionek · b7 – Biały pionek · c7 – Biały pionek · d7 – Biały pionek · e7 – Biały pionek · f7 – Biały pionek · g7 – Biały pionek · h7 – Biały pionek · a6 – Biały król · c6 – Czarny król · g6 – Czarna wieża · h6 – Biały goniec · a5 – Czarny goniec · c5 – Czarny pionek · d5 – Czarny skoczek · e5 – Czarny skoczek · f5 – Czarny goniec · h5 – Czarny pionek · b3 – Czarna wieża · a2 – Czarny pionek · b2 – Czarny pionek · f2 – Czarny pionek · h1 – Czarny hetman | a8 – Biały skoczek · a7 – Biały pionek · b7 – Biały pionek · c7 – Biały pionek · d7 – Biały pionek · e7 – Biały pionek · f7 – Biały pionek · g7 – Biały pionek · h7 – Biały pionek · a6 – Biały król · c6 – Czarny król · g6 – Czarna wieża · h6 – Biały goniec · a5 – Czarny goniec · c5 – Czarny pionek · d5 – Czarny skoczek · e5 – Czarny skoczek · f5 – Czarny goniec · h5 – Czarny pionek · b3 – Czarna wieża · a2 – Czarny pionek · b2 – Czarny pionek · f2 – Czarny pionek · h1 – Czarny hetman | a8 – Biały skoczek · a7 – Biały pionek · b7 – Biały pionek · c7 – Biały pionek · d7 – Biały pionek · e7 – Biały pionek · f7 – Biały pionek · g7 – Biały pionek · h7 – Biały pionek · a6 – Biały król · c6 – Czarny król · g6 – Czarna wieża · h6 – Biały goniec · a5 – Czarny goniec · c5 – Czarny pionek · d5 – Czarny skoczek · e5 – Czarny skoczek · f5 – Czarny goniec · h5 – Czarny pionek · b3 – Czarna wieża · a2 – Czarny pionek · b2 – Czarny pionek · f2 – Czarny pionek · h1 – Czarny hetman | a8 – Biały skoczek · a7 – Biały pionek · b7 – Biały pionek · c7 – Biały pionek · d7 – Biały pionek · e7 – Biały pionek · f7 – Biały pionek · g7 – Biały pionek · h7 – Biały pionek · a6 – Biały król · c6 – Czarny król · g6 – Czarna wieża · h6 – Biały goniec · a5 – Czarny goniec · c5 – Czarny pionek · d5 – Czarny skoczek · e5 – Czarny skoczek · f5 – Czarny goniec · h5 – Czarny pionek · b3 – Czarna wieża · a2 – Czarny pionek · b2 – Czarny pionek · f2 – Czarny pionek · h1 – Czarny hetman | 5 |
| 4 | a8 – Biały skoczek · a7 – Biały pionek · b7 – Biały pionek · c7 – Biały pionek · d7 – Biały pionek · e7 – Biały pionek · f7 – Biały pionek · g7 – Biały pionek · h7 – Biały pionek · a6 – Biały król · c6 – Czarny król · g6 – Czarna wieża · h6 – Biały goniec · a5 – Czarny goniec · c5 – Czarny pionek · d5 – Czarny skoczek · e5 – Czarny skoczek · f5 – Czarny goniec · h5 – Czarny pionek · b3 – Czarna wieża · a2 – Czarny pionek · b2 – Czarny pionek · f2 – Czarny pionek · h1 – Czarny hetman | a8 – Biały skoczek · a7 – Biały pionek · b7 – Biały pionek · c7 – Biały pionek · d7 – Biały pionek · e7 – Biały pionek · f7 – Biały pionek · g7 – Biały pionek · h7 – Biały pionek · a6 – Biały król · c6 – Czarny król · g6 – Czarna wieża · h6 – Biały goniec · a5 – Czarny goniec · c5 – Czarny pionek · d5 – Czarny skoczek · e5 – Czarny skoczek · f5 – Czarny goniec · h5 – Czarny pionek · b3 – Czarna wieża · a2 – Czarny pionek · b2 – Czarny pionek · f2 – Czarny pionek · h1 – Czarny hetman | a8 – Biały skoczek · a7 – Biały pionek · b7 – Biały pionek · c7 – Biały pionek · d7 – Biały pionek · e7 – Biały pionek · f7 – Biały pionek · g7 – Biały pionek · h7 – Biały pionek · a6 – Biały król · c6 – Czarny król · g6 – Czarna wieża · h6 – Biały goniec · a5 – Czarny goniec · c5 – Czarny pionek · d5 – Czarny skoczek · e5 – Czarny skoczek · f5 – Czarny goniec · h5 – Czarny pionek · b3 – Czarna wieża · a2 – Czarny pionek · b2 – Czarny pionek · f2 – Czarny pionek · h1 – Czarny hetman | a8 – Biały skoczek · a7 – Biały pionek · b7 – Biały pionek · c7 – Biały pionek · d7 – Biały pionek · e7 – Biały pionek · f7 – Biały pionek · g7 – Biały pionek · h7 – Biały pionek · a6 – Biały król · c6 – Czarny król · g6 – Czarna wieża · h6 – Biały goniec · a5 – Czarny goniec · c5 – Czarny pionek · d5 – Czarny skoczek · e5 – Czarny skoczek · f5 – Czarny goniec · h5 – Czarny pionek · b3 – Czarna wieża · a2 – Czarny pionek · b2 – Czarny pionek · f2 – Czarny pionek · h1 – Czarny hetman | a8 – Biały skoczek · a7 – Biały pionek · b7 – Biały pionek · c7 – Biały pionek · d7 – Biały pionek · e7 – Biały pionek · f7 – Biały pionek · g7 – Biały pionek · h7 – Biały pionek · a6 – Biały król · c6 – Czarny król · g6 – Czarna wieża · h6 – Biały goniec · a5 – Czarny goniec · c5 – Czarny pionek · d5 – Czarny skoczek · e5 – Czarny skoczek · f5 – Czarny goniec · h5 – Czarny pionek · b3 – Czarna wieża · a2 – Czarny pionek · b2 – Czarny pionek · f2 – Czarny pionek · h1 – Czarny hetman | a8 – Biały skoczek · a7 – Biały pionek · b7 – Biały pionek · c7 – Biały pionek · d7 – Biały pionek · e7 – Biały pionek · f7 – Biały pionek · g7 – Biały pionek · h7 – Biały pionek · a6 – Biały król · c6 – Czarny król · g6 – Czarna wieża · h6 – Biały goniec · a5 – Czarny goniec · c5 – Czarny pionek · d5 – Czarny skoczek · e5 – Czarny skoczek · f5 – Czarny goniec · h5 – Czarny pionek · b3 – Czarna wieża · a2 – Czarny pionek · b2 – Czarny pionek · f2 – Czarny pionek · h1 – Czarny hetman | a8 – Biały skoczek · a7 – Biały pionek · b7 – Biały pionek · c7 – Biały pionek · d7 – Biały pionek · e7 – Biały pionek · f7 – Biały pionek · g7 – Biały pionek · h7 – Biały pionek · a6 – Biały król · c6 – Czarny król · g6 – Czarna wieża · h6 – Biały goniec · a5 – Czarny goniec · c5 – Czarny pionek · d5 – Czarny skoczek · e5 – Czarny skoczek · f5 – Czarny goniec · h5 – Czarny pionek · b3 – Czarna wieża · a2 – Czarny pionek · b2 – Czarny pionek · f2 – Czarny pionek · h1 – Czarny hetman | a8 – Biały skoczek · a7 – Biały pionek · b7 – Biały pionek · c7 – Biały pionek · d7 – Biały pionek · e7 – Biały pionek · f7 – Biały pionek · g7 – Biały pionek · h7 – Biały pionek · a6 – Biały król · c6 – Czarny król · g6 – Czarna wieża · h6 – Biały goniec · a5 – Czarny goniec · c5 – Czarny pionek · d5 – Czarny skoczek · e5 – Czarny skoczek · f5 – Czarny goniec · h5 – Czarny pionek · b3 – Czarna wieża · a2 – Czarny pionek · b2 – Czarny pionek · f2 – Czarny pionek · h1 – Czarny hetman | 4 |
| 3 | a8 – Biały skoczek · a7 – Biały pionek · b7 – Biały pionek · c7 – Biały pionek · d7 – Biały pionek · e7 – Biały pionek · f7 – Biały pionek · g7 – Biały pionek · h7 – Biały pionek · a6 – Biały król · c6 – Czarny król · g6 – Czarna wieża · h6 – Biały goniec · a5 – Czarny goniec · c5 – Czarny pionek · d5 – Czarny skoczek · e5 – Czarny skoczek · f5 – Czarny goniec · h5 – Czarny pionek · b3 – Czarna wieża · a2 – Czarny pionek · b2 – Czarny pionek · f2 – Czarny pionek · h1 – Czarny hetman | a8 – Biały skoczek · a7 – Biały pionek · b7 – Biały pionek · c7 – Biały pionek · d7 – Biały pionek · e7 – Biały pionek · f7 – Biały pionek · g7 – Biały pionek · h7 – Biały pionek · a6 – Biały król · c6 – Czarny król · g6 – Czarna wieża · h6 – Biały goniec · a5 – Czarny goniec · c5 – Czarny pionek · d5 – Czarny skoczek · e5 – Czarny skoczek · f5 – Czarny goniec · h5 – Czarny pionek · b3 – Czarna wieża · a2 – Czarny pionek · b2 – Czarny pionek · f2 – Czarny pionek · h1 – Czarny hetman | a8 – Biały skoczek · a7 – Biały pionek · b7 – Biały pionek · c7 – Biały pionek · d7 – Biały pionek · e7 – Biały pionek · f7 – Biały pionek · g7 – Biały pionek · h7 – Biały pionek · a6 – Biały król · c6 – Czarny król · g6 – Czarna wieża · h6 – Biały goniec · a5 – Czarny goniec · c5 – Czarny pionek · d5 – Czarny skoczek · e5 – Czarny skoczek · f5 – Czarny goniec · h5 – Czarny pionek · b3 – Czarna wieża · a2 – Czarny pionek · b2 – Czarny pionek · f2 – Czarny pionek · h1 – Czarny hetman | a8 – Biały skoczek · a7 – Biały pionek · b7 – Biały pionek · c7 – Biały pionek · d7 – Biały pionek · e7 – Biały pionek · f7 – Biały pionek · g7 – Biały pionek · h7 – Biały pionek · a6 – Biały król · c6 – Czarny król · g6 – Czarna wieża · h6 – Biały goniec · a5 – Czarny goniec · c5 – Czarny pionek · d5 – Czarny skoczek · e5 – Czarny skoczek · f5 – Czarny goniec · h5 – Czarny pionek · b3 – Czarna wieża · a2 – Czarny pionek · b2 – Czarny pionek · f2 – Czarny pionek · h1 – Czarny hetman | a8 – Biały skoczek · a7 – Biały pionek · b7 – Biały pionek · c7 – Biały pionek · d7 – Biały pionek · e7 – Biały pionek · f7 – Biały pionek · g7 – Biały pionek · h7 – Biały pionek · a6 – Biały król · c6 – Czarny król · g6 – Czarna wieża · h6 – Biały goniec · a5 – Czarny goniec · c5 – Czarny pionek · d5 – Czarny skoczek · e5 – Czarny skoczek · f5 – Czarny goniec · h5 – Czarny pionek · b3 – Czarna wieża · a2 – Czarny pionek · b2 – Czarny pionek · f2 – Czarny pionek · h1 – Czarny hetman | a8 – Biały skoczek · a7 – Biały pionek · b7 – Biały pionek · c7 – Biały pionek · d7 – Biały pionek · e7 – Biały pionek · f7 – Biały pionek · g7 – Biały pionek · h7 – Biały pionek · a6 – Biały król · c6 – Czarny król · g6 – Czarna wieża · h6 – Biały goniec · a5 – Czarny goniec · c5 – Czarny pionek · d5 – Czarny skoczek · e5 – Czarny skoczek · f5 – Czarny goniec · h5 – Czarny pionek · b3 – Czarna wieża · a2 – Czarny pionek · b2 – Czarny pionek · f2 – Czarny pionek · h1 – Czarny hetman | a8 – Biały skoczek · a7 – Biały pionek · b7 – Biały pionek · c7 – Biały pionek · d7 – Biały pionek · e7 – Biały pionek · f7 – Biały pionek · g7 – Biały pionek · h7 – Biały pionek · a6 – Biały król · c6 – Czarny król · g6 – Czarna wieża · h6 – Biały goniec · a5 – Czarny goniec · c5 – Czarny pionek · d5 – Czarny skoczek · e5 – Czarny skoczek · f5 – Czarny goniec · h5 – Czarny pionek · b3 – Czarna wieża · a2 – Czarny pionek · b2 – Czarny pionek · f2 – Czarny pionek · h1 – Czarny hetman | a8 – Biały skoczek · a7 – Biały pionek · b7 – Biały pionek · c7 – Biały pionek · d7 – Biały pionek · e7 – Biały pionek · f7 – Biały pionek · g7 – Biały pionek · h7 – Biały pionek · a6 – Biały król · c6 – Czarny król · g6 – Czarna wieża · h6 – Biały goniec · a5 – Czarny goniec · c5 – Czarny pionek · d5 – Czarny skoczek · e5 – Czarny skoczek · f5 – Czarny goniec · h5 – Czarny pionek · b3 – Czarna wieża · a2 – Czarny pionek · b2 – Czarny pionek · f2 – Czarny pionek · h1 – Czarny hetman | 3 |
| 2 | a8 – Biały skoczek · a7 – Biały pionek · b7 – Biały pionek · c7 – Biały pionek · d7 – Biały pionek · e7 – Biały pionek · f7 – Biały pionek · g7 – Biały pionek · h7 – Biały pionek · a6 – Biały król · c6 – Czarny król · g6 – Czarna wieża · h6 – Biały goniec · a5 – Czarny goniec · c5 – Czarny pionek · d5 – Czarny skoczek · e5 – Czarny skoczek · f5 – Czarny goniec · h5 – Czarny pionek · b3 – Czarna wieża · a2 – Czarny pionek · b2 – Czarny pionek · f2 – Czarny pionek · h1 – Czarny hetman | a8 – Biały skoczek · a7 – Biały pionek · b7 – Biały pionek · c7 – Biały pionek · d7 – Biały pionek · e7 – Biały pionek · f7 – Biały pionek · g7 – Biały pionek · h7 – Biały pionek · a6 – Biały król · c6 – Czarny król · g6 – Czarna wieża · h6 – Biały goniec · a5 – Czarny goniec · c5 – Czarny pionek · d5 – Czarny skoczek · e5 – Czarny skoczek · f5 – Czarny goniec · h5 – Czarny pionek · b3 – Czarna wieża · a2 – Czarny pionek · b2 – Czarny pionek · f2 – Czarny pionek · h1 – Czarny hetman | a8 – Biały skoczek · a7 – Biały pionek · b7 – Biały pionek · c7 – Biały pionek · d7 – Biały pionek · e7 – Biały pionek · f7 – Biały pionek · g7 – Biały pionek · h7 – Biały pionek · a6 – Biały król · c6 – Czarny król · g6 – Czarna wieża · h6 – Biały goniec · a5 – Czarny goniec · c5 – Czarny pionek · d5 – Czarny skoczek · e5 – Czarny skoczek · f5 – Czarny goniec · h5 – Czarny pionek · b3 – Czarna wieża · a2 – Czarny pionek · b2 – Czarny pionek · f2 – Czarny pionek · h1 – Czarny hetman | a8 – Biały skoczek · a7 – Biały pionek · b7 – Biały pionek · c7 – Biały pionek · d7 – Biały pionek · e7 – Biały pionek · f7 – Biały pionek · g7 – Biały pionek · h7 – Biały pionek · a6 – Biały król · c6 – Czarny król · g6 – Czarna wieża · h6 – Biały goniec · a5 – Czarny goniec · c5 – Czarny pionek · d5 – Czarny skoczek · e5 – Czarny skoczek · f5 – Czarny goniec · h5 – Czarny pionek · b3 – Czarna wieża · a2 – Czarny pionek · b2 – Czarny pionek · f2 – Czarny pionek · h1 – Czarny hetman | a8 – Biały skoczek · a7 – Biały pionek · b7 – Biały pionek · c7 – Biały pionek · d7 – Biały pionek · e7 – Biały pionek · f7 – Biały pionek · g7 – Biały pionek · h7 – Biały pionek · a6 – Biały król · c6 – Czarny król · g6 – Czarna wieża · h6 – Biały goniec · a5 – Czarny goniec · c5 – Czarny pionek · d5 – Czarny skoczek · e5 – Czarny skoczek · f5 – Czarny goniec · h5 – Czarny pionek · b3 – Czarna wieża · a2 – Czarny pionek · b2 – Czarny pionek · f2 – Czarny pionek · h1 – Czarny hetman | a8 – Biały skoczek · a7 – Biały pionek · b7 – Biały pionek · c7 – Biały pionek · d7 – Biały pionek · e7 – Biały pionek · f7 – Biały pionek · g7 – Biały pionek · h7 – Biały pionek · a6 – Biały król · c6 – Czarny król · g6 – Czarna wieża · h6 – Biały goniec · a5 – Czarny goniec · c5 – Czarny pionek · d5 – Czarny skoczek · e5 – Czarny skoczek · f5 – Czarny goniec · h5 – Czarny pionek · b3 – Czarna wieża · a2 – Czarny pionek · b2 – Czarny pionek · f2 – Czarny pionek · h1 – Czarny hetman | a8 – Biały skoczek · a7 – Biały pionek · b7 – Biały pionek · c7 – Biały pionek · d7 – Biały pionek · e7 – Biały pionek · f7 – Biały pionek · g7 – Biały pionek · h7 – Biały pionek · a6 – Biały król · c6 – Czarny król · g6 – Czarna wieża · h6 – Biały goniec · a5 – Czarny goniec · c5 – Czarny pionek · d5 – Czarny skoczek · e5 – Czarny skoczek · f5 – Czarny goniec · h5 – Czarny pionek · b3 – Czarna wieża · a2 – Czarny pionek · b2 – Czarny pionek · f2 – Czarny pionek · h1 – Czarny hetman | a8 – Biały skoczek · a7 – Biały pionek · b7 – Biały pionek · c7 – Biały pionek · d7 – Biały pionek · e7 – Biały pionek · f7 – Biały pionek · g7 – Biały pionek · h7 – Biały pionek · a6 – Biały król · c6 – Czarny król · g6 – Czarna wieża · h6 – Biały goniec · a5 – Czarny goniec · c5 – Czarny pionek · d5 – Czarny skoczek · e5 – Czarny skoczek · f5 – Czarny goniec · h5 – Czarny pionek · b3 – Czarna wieża · a2 – Czarny pionek · b2 – Czarny pionek · f2 – Czarny pionek · h1 – Czarny hetman | 2 |
| 1 | a8 – Biały skoczek · a7 – Biały pionek · b7 – Biały pionek · c7 – Biały pionek · d7 – Biały pionek · e7 – Biały pionek · f7 – Biały pionek · g7 – Biały pionek · h7 – Biały pionek · a6 – Biały król · c6 – Czarny król · g6 – Czarna wieża · h6 – Biały goniec · a5 – Czarny goniec · c5 – Czarny pionek · d5 – Czarny skoczek · e5 – Czarny skoczek · f5 – Czarny goniec · h5 – Czarny pionek · b3 – Czarna wieża · a2 – Czarny pionek · b2 – Czarny pionek · f2 – Czarny pionek · h1 – Czarny hetman | a8 – Biały skoczek · a7 – Biały pionek · b7 – Biały pionek · c7 – Biały pionek · d7 – Biały pionek · e7 – Biały pionek · f7 – Biały pionek · g7 – Biały pionek · h7 – Biały pionek · a6 – Biały król · c6 – Czarny król · g6 – Czarna wieża · h6 – Biały goniec · a5 – Czarny goniec · c5 – Czarny pionek · d5 – Czarny skoczek · e5 – Czarny skoczek · f5 – Czarny goniec · h5 – Czarny pionek · b3 – Czarna wieża · a2 – Czarny pionek · b2 – Czarny pionek · f2 – Czarny pionek · h1 – Czarny hetman | a8 – Biały skoczek · a7 – Biały pionek · b7 – Biały pionek · c7 – Biały pionek · d7 – Biały pionek · e7 – Biały pionek · f7 – Biały pionek · g7 – Biały pionek · h7 – Biały pionek · a6 – Biały król · c6 – Czarny król · g6 – Czarna wieża · h6 – Biały goniec · a5 – Czarny goniec · c5 – Czarny pionek · d5 – Czarny skoczek · e5 – Czarny skoczek · f5 – Czarny goniec · h5 – Czarny pionek · b3 – Czarna wieża · a2 – Czarny pionek · b2 – Czarny pionek · f2 – Czarny pionek · h1 – Czarny hetman | a8 – Biały skoczek · a7 – Biały pionek · b7 – Biały pionek · c7 – Biały pionek · d7 – Biały pionek · e7 – Biały pionek · f7 – Biały pionek · g7 – Biały pionek · h7 – Biały pionek · a6 – Biały król · c6 – Czarny król · g6 – Czarna wieża · h6 – Biały goniec · a5 – Czarny goniec · c5 – Czarny pionek · d5 – Czarny skoczek · e5 – Czarny skoczek · f5 – Czarny goniec · h5 – Czarny pionek · b3 – Czarna wieża · a2 – Czarny pionek · b2 – Czarny pionek · f2 – Czarny pionek · h1 – Czarny hetman | a8 – Biały skoczek · a7 – Biały pionek · b7 – Biały pionek · c7 – Biały pionek · d7 – Biały pionek · e7 – Biały pionek · f7 – Biały pionek · g7 – Biały pionek · h7 – Biały pionek · a6 – Biały król · c6 – Czarny król · g6 – Czarna wieża · h6 – Biały goniec · a5 – Czarny goniec · c5 – Czarny pionek · d5 – Czarny skoczek · e5 – Czarny skoczek · f5 – Czarny goniec · h5 – Czarny pionek · b3 – Czarna wieża · a2 – Czarny pionek · b2 – Czarny pionek · f2 – Czarny pionek · h1 – Czarny hetman | a8 – Biały skoczek · a7 – Biały pionek · b7 – Biały pionek · c7 – Biały pionek · d7 – Biały pionek · e7 – Biały pionek · f7 – Biały pionek · g7 – Biały pionek · h7 – Biały pionek · a6 – Biały król · c6 – Czarny król · g6 – Czarna wieża · h6 – Biały goniec · a5 – Czarny goniec · c5 – Czarny pionek · d5 – Czarny skoczek · e5 – Czarny skoczek · f5 – Czarny goniec · h5 – Czarny pionek · b3 – Czarna wieża · a2 – Czarny pionek · b2 – Czarny pionek · f2 – Czarny pionek · h1 – Czarny hetman | a8 – Biały skoczek · a7 – Biały pionek · b7 – Biały pionek · c7 – Biały pionek · d7 – Biały pionek · e7 – Biały pionek · f7 – Biały pionek · g7 – Biały pionek · h7 – Biały pionek · a6 – Biały król · c6 – Czarny król · g6 – Czarna wieża · h6 – Biały goniec · a5 – Czarny goniec · c5 – Czarny pionek · d5 – Czarny skoczek · e5 – Czarny skoczek · f5 – Czarny goniec · h5 – Czarny pionek · b3 – Czarna wieża · a2 – Czarny pionek · b2 – Czarny pionek · f2 – Czarny pionek · h1 – Czarny hetman | a8 – Biały skoczek · a7 – Biały pionek · b7 – Biały pionek · c7 – Biały pionek · d7 – Biały pionek · e7 – Biały pionek · f7 – Biały pionek · g7 – Biały pionek · h7 – Biały pionek · a6 – Biały król · c6 – Czarny król · g6 – Czarna wieża · h6 – Biały goniec · a5 – Czarny goniec · c5 – Czarny pionek · d5 – Czarny skoczek · e5 – Czarny skoczek · f5 – Czarny goniec · h5 – Czarny pionek · b3 – Czarna wieża · a2 – Czarny pionek · b2 – Czarny pionek · f2 – Czarny pionek · h1 – Czarny hetman | 1 |
|   | a | b | c | d | e | f | g | h |   |

Rozwiązanie: [1.b8S+ W:b8 2.a:b8S+ Kd6 3.c8S+ Ke6 4.d8S+ G:d8 5.e:d8S+ Kf6 6.g8S+ W:g8 7.h:g8S+ Kg6 8.f8S mat]
(zaznacz tekst pomiędzy nawiasami, aby zobaczyć rozwiązanie)

## Publikacje
- La fin de partie, 1923
- Manuel d'échecs du débutant, 1928
- Traité complet d'échecs, 1929
- Initiation au problème d'échecs stratégique, 1930
- Miniatures stratégiques françaises, 1936
- Traité complet d'échecs, 1939
- Nouveau manuel d'échecs du débutant
- Les Échecs artistiques, 1957

Wydanie drugie La fin de partie w Niemczech:
- Lehr- und Handbuch der Endspiele, Band 1, 1960, ISBN 3-88086-081-5
- Lehr- und Handbuch der Endspiele, Band 2, 1964, ISBN 3-88086-082-3
- Lehr- und Handbuch der Endspiele, Band 3, 1969, ISBN 3-88086-083-1
- Lehr- und Handbuch der Endspiele, Band 4, 1970, ISBN 3-88086-084-X